# Je ne vous oublierai jamais
Pour plus de détails, voir Fiche technique et Distribution.
Je ne vous oublierai jamais est un film français de Pascal Kané, sorti le 28 avril 2010 en France.

## Fiche technique
- Titre original : Je ne vous oublierai jamais
- Réalisation : Pascal Kané
- Décors : Philippe Graff
- Image : Wilfrid Sempé
- Montage : Martine Giordano
- Musique : Jorge Arriagada
- Production : Serge Kestemont, Fred Prémel et Christophe Bouffil
- Société de distribution : Zelig Films Distribution
- Langue : français

## Distribution
- Rudi Rosenberg : Louis Polonski
- Fanny Valette : Rosa Derouault
- Pierre Arditi : Armand de la Frémerie
- Hannelore Elsner : Salomé
- Patrick Mille : Sylvain Itkine
- Sophie Le Tellier : Marion
- Andrea Sawatzki : Zelda
- Alexa Doctorow : Esther
- Mireille Viti : Lucienne
- Samuel Wizmane : Albert Bénaroche
- Jean-Claude Baudracco : Charles-Paul